# Constel·lació de la Grua
|  | Per a altres significats, vegeu «Grua (desambiguació)». |

La Grua (Grus) fou esmentada per primera vegada per Johann Bayer el 1603 a l'obra Uranometria, però podria ser que hagués estat descoberta anteriorment. Aquesta constel·lació conté poques estrelles visibles per l'ull nu.

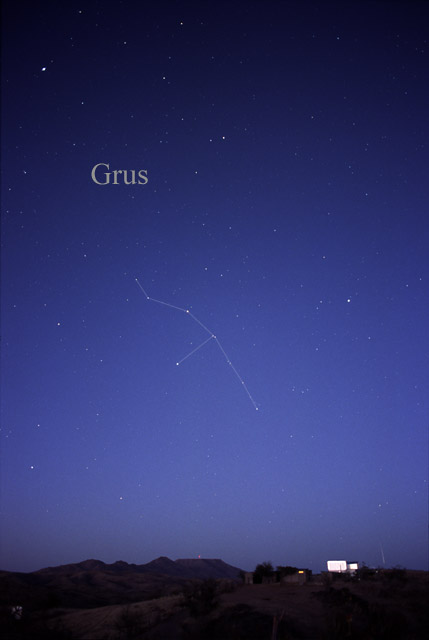
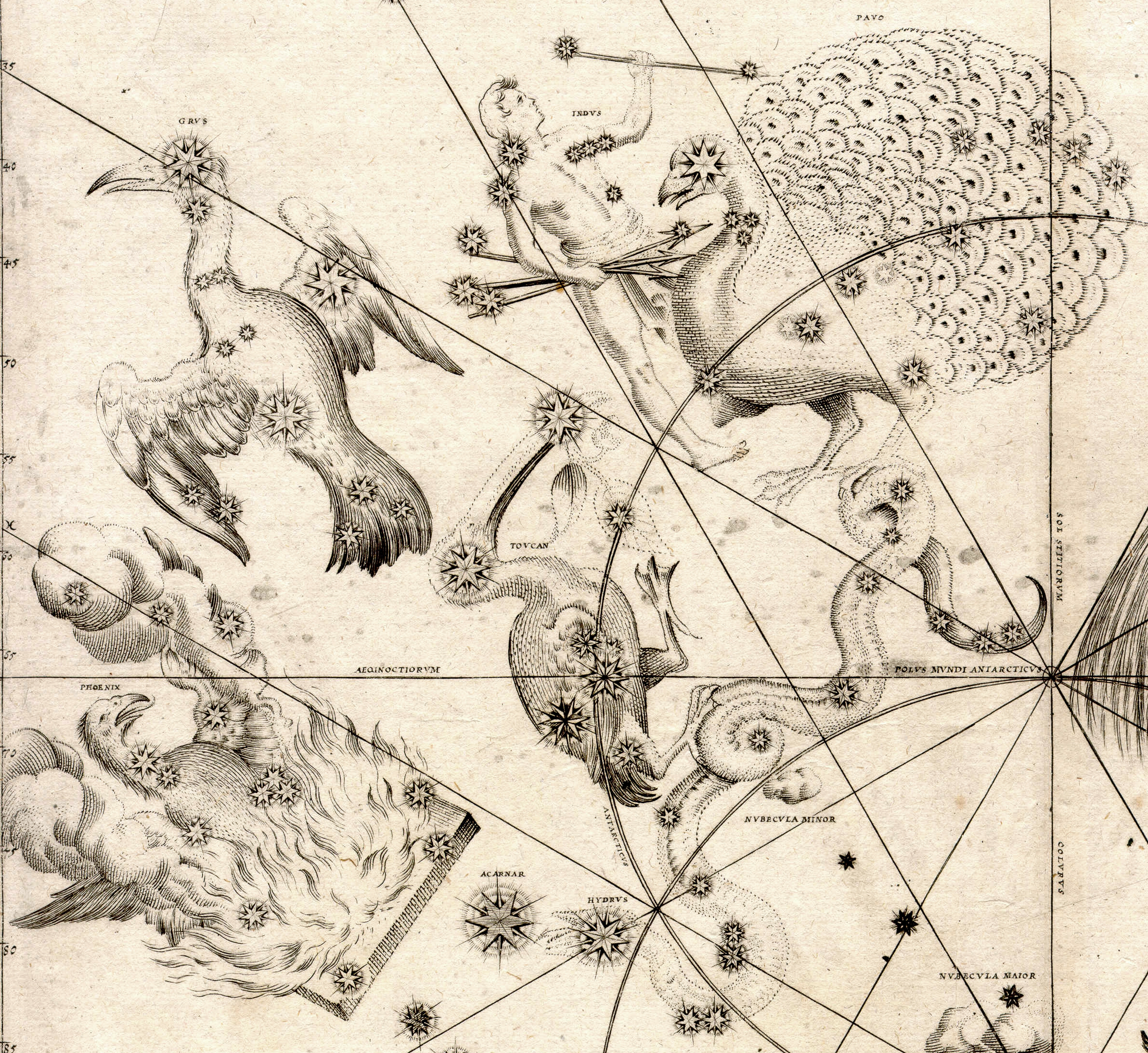

## Estrelles principals

### α Gruis
És l'estel més brillant de la constel·lació, amb una magnitud aparent d'1,73, és l'estel 32è més brillant del cel. α Gruis és quasi un gegant blau, uns tres cops més gran que el Sol. Volta sobre ell mateix unes 120 vegades més ràpidament, a uns 250 km/s a l'equador.
És un estel doble amb un company de la magnitud 12,3.

### δ Gruis
δ Gruis és un estel doble que pot ser resolt per l'ull nu. δ ¹ és un gegant groc de la magnitud 3,97 i δ ² Gru un gegant vermell de magnitud 4,11. Estan nogensmenys allunyades l'una de l'altra 30 anys llum i sense cap interacció entre elles.

## Altres estrelles
β Gruis, el segon estel de la constel·lació és només un poc menys lluminós que alfa (magnitud 2,13).
μ Gruis, de la mateixa manera que δ Gruis, és un estel doble que pot ser vist per l'ull nu. Els seus components són de la magnitud 4,84 i 5,11.
θ Gruis és un estel triple.

## Objectes celestes
La constel·lació Grus és pobra en objectes celestes. Malgrat això s'hi troba NGC 7552, una radiogalàxia espiral. Es tracta de fet de la més brillant d'un cúmul de galàxies en aquest indret i on també hi trobam NGC 7582 i NGC 7599.

## Història
La constel·lació és una de les dotze que van crear Pieter Dirkszoon Keyser i Frederic de Houtman entre 1595 i 1597, i fou referenciada per primera vegada per Johann Bayer el 1603 a la seva obra Uranometria. Estaria molt al sud perquè els astrònoms de la Mediterrània li donassin nom. Era considerada pels astrònoms àrabs com la coa del Piscis Austrinus.